# توماس فابیانو
 توماس فابیانو (انگلیسی: Thomas Fabbiano؛ زادهٔ ۲۶ مهٔ ۱۹۸۹) یک تنیس‌باز اهل ایتالیا است.